# Мирчо Кочов
Мирчо Божков Кочов е български революционер, деец на Вътрешната македоно-одринска революционна организация.

## Биография
Мирчо Кочов е роден на 8 април 1865 година в град Прилеп, тогава в Османската империя. Живее в Крушево, където създава семейство. Присъединява се към ВМОРО и участва в Илинденско-Преображенското въстание с демирхисарската чета на Марко Сопотски. След войните за национално обединение се заселва в София. Работи като самарджия до смъртта си на 7 април 1935 година. Член е на Илинденската организация.